# Congo-akalat
De Congo-akalat (Sheppardia cyornithopsis) is een zangvogel uit de familie Muscicapidae (vliegenvangers).

## Verspreiding en leefgebied
Deze soort telt 3 ondersoorten:
- S. c. houghtoni: Sierra Leone, zuidelijk Guinee, Liberia en westelijk Ivoorkust.
- S. c. cyornithopsis: van zuidelijk Kameroen en de zuidwestelijke Centraal-Afrikaanse Republiek tot Gabon en Congo-Brazzaville.
- S. c. lopezi: noordelijk en oostelijk Congo-Kinshasa, westelijk en zuidelijk Oeganda.